# Vámos György (gépészmérnök)
Vámos György (Budapest, 1912. július 7. – Budapest, 2002. szeptember 30.) Kossuth-díjas gépészmérnök, címzetes egyetemi docens, főszerkesztő, a műszaki tudományok kandidátusa (1956).

## Élete
Vámos (Weisz) Sámuel (1881–1965) postatakarékpénztári tisztviselő és Bauer Róza (1891–1928) fiaként született zsidó családban. Anyai nagyanyjának bátyja, Földes Árpád (1865–1931) ügyvéd, hírlapíró.
Gyermekkorát Óbudán töltötte. A Budapesti III. kerületi Magyar Királyi Állami Árpád Főgimnáziumban kezdte meg középiskolai tanulmányait. Tizenhét évesen a Budapesti II. kerületi Állami Mátyás Király Reálgimnáziumban érettségizett (1929) jeles eredménnyel. A József Nádor Műegyetemen 1934-ben gépészmérnöki oklevelet szerzett. A csepeli Neményi Papírgyárban helyezkedett el, ahol hamarosan üzemvezető-helyettesi kinevezést kapott.
1944. március 21-én korán reggel – miközben a csepeli Papírgyárba ment – a rendőrök leszállították a HÉV-ről sok sorstársával együtt. A német megszállás kezdetén származása miatt a Kistarcsai Központi Internálótáborba vitték, ahonnan az auschwitzi koncentrációs táborba deportálták. Leromlott állapotban, de megélte a felszabadulást 1945. május 5-én Ebenseeben, ahol az ott felállított amerikai tábori kórházban gyógyították meg.
1945. szeptember 1-től a Magyarországi Papírgyárak Munkaközösségének műszaki vezetőjévé, december 1-től a Papíripari Iroda vezetőjévé, majd 1946. augusztus 1-től az Országos Anyag- és Árhivatal papírosztályának vezetőjévé nevezték ki. A koalíciós időkben a sűrű átszervezések során még mindig hasonló vezetői feladatokkal megbízva 1948-ban az Iparügyi Minisztériumban a Papíripari Igazgatóság élére került.
1948-ban megbízták az Állami Műszaki Főiskola papíripari tagozatának vezetésével, illetve az oktatás megszervezésével. Papírgyártási technológiát adott elő a Főiskolán 1953-ig. A Mérnökök és Technikusok Szabad Szakszervezete papíripari csoportjának 1945-től elnöke volt, majd a Papír és Nyomdaipari Műszaki Egyesület megalakulásától, 1948-tól kezdve annak társelnöke lett. Itt hozták létre a Papíripar című tudományos folyóiratot, amelynek alapító főszerkesztőjeként több évtizedig tevékenykedett. 1949 márciusától 1973 júniusáig az újonnan létesített Papíripari Kutató Intézet, 1964 után a Papíripari Vállalat keretében működő Kutató és Fejlesztő Intézet igazgatója volt. 1956-ban a Cellulózféleségek vizsgálata című című disszertációjával elnyerte a műszaki tudományok kandidátusa fokozatot. 1984-ben címzetes egyetemi docens lett a Budapesti Műszaki Egyetemen.
A Magyar Tudományos és Üzemi Szaklapok újságíróinak Egyesületében 1990-től nyolc éven át volt elnöke, és így tagja az Ipari lapszerkesztők európai egyesületének (FEIA). Több mint 150 tudományos publikációja jelent meg.

### Családja
1938. október 16-án Budapesten, a Ferencvárosban házasságot kötött Szarvas Ilona (1914–1992) zongoratanárnővel, Szarvas Félix (1873–1956) szülész-nőgyógyász és Pollatschek Kornélia lányával. Sógornője Szarvas Klári (1911–2007) hárfaművész, karmester. Egy lánya született: Vámos Éva (Budapest, 1942. november 5.).

## Tagságai
- Grazi Műszaki Főiskola papírmérnök-egyesületének alapító tagja (1948)
- Német Papírgyártók Egyesülete (Zellcheming) tagja
- L'association technique de l'industrie papetière (Atip) tagja
- TAPPI alapító tagja (1949)
- Európai Papíripari Műszaki Egyesületek Szövetségének (EUCEPA) elnöke (1971; 1982-1983)
- Tudományos Papírgyártók Nemzetközi Egyesülete (IASPM) tagja és alelnöke
- Magyar Auschwitz Alapítvány – Holocaust Dokumentációs Központ egyik alapítója

## Főbb művei
- A hároméves terv műszaki problémái és a beruházások a papíriparban. Szikra Nyomda, Budapest, 1947
- Papírgyártás: a Budapesti Műszaki Egyetem esti tagozatos gépészmérnök hallgatói részére. Budapest, 1951
- Fa- és szalmacellulóz keverékek vizsgálata. Mérő Tiborral. Budapest, 1959
- A szalmacellulóz felhasználása a papíriparban. Mérő Tiborral. Budapest, 1961
- Papíripar. Akadémiai Nyomda. Budapest, 1964
- Papíripari kézikönyv. Főszerk. Vámos György. Műszaki Könyvkiadó. Budapest, 1962
- Rövid rostú cellulózok őrlési vizsgálatai. Lengyel Pállal, Mérő Tiborral. Kossuth Nyomda. Budapest, 1965
- Papíripari technológia 2. Kutasi Tamással. Budapest, 1976
- Papíripari technológia 3. Kutasi Tamással. Budapest, 1981
- Papíripari ABC. Szerk. Vámos György. Műszaki Könyvkiadó. Budapest, 1984

## Díjai, elismerései
- Magyar Munka Érdemrend ezüst fokozata (1952)[9]
- Szocialista Munkáért érdemérem (1954)[10]
- Kossuth díj II. fokozata (1957)
- Munka Érdemrend (1962)[11]
- Finn Fehér Rózsa lovagrend I. fokozata (1970)[12]
- Munka Érdemrend arany fokozata (1972)[13]
- MTESZ-díj (1974)
- Szocialista Magyarországért érdemrend (1981)[14]
- Lengyel Lajos-díj (1999)

## Származása
| Vámos György (Budapest, 1912. júl. 7.– Budapest, 2002. szept. 30.) gépészmérnök, egyetemi docens | Apja: Vámos Sámuel (1900-ig Weisz Sámuel) (Tiszaigar, 1881. dec. 4.– Budapest, 1965. márc. 16.) postatakarékpénztári tisztviselő, könyvelő | Apai nagyapja: Weisz Ignác (1848– Tiszafüred, 1934. aug. 3.) gazdasági ispán                                         | Apai nagyapai dédapja: n. a. |
| Vámos György (Budapest, 1912. júl. 7.– Budapest, 2002. szept. 30.) gépészmérnök, egyetemi docens | Apja: Vámos Sámuel (1900-ig Weisz Sámuel) (Tiszaigar, 1881. dec. 4.– Budapest, 1965. márc. 16.) postatakarékpénztári tisztviselő, könyvelő | Apai nagyapja: Weisz Ignác (1848– Tiszafüred, 1934. aug. 3.) gazdasági ispán                                         | Apai nagyapai dédanyja: n. a. |
| Vámos György (Budapest, 1912. júl. 7.– Budapest, 2002. szept. 30.) gépészmérnök, egyetemi docens | Apja: Vámos Sámuel (1900-ig Weisz Sámuel) (Tiszaigar, 1881. dec. 4.– Budapest, 1965. márc. 16.) postatakarékpénztári tisztviselő, könyvelő | Apai nagyanyja: Hecht Julianna (1855– Eger, 1940. ápr. 18.)                                                          | Apai nagyanyai dédapja: Hecht Mór (Tarnów, 1817– Karcag, 1903. febr. 5.) sapkakészítő                                             |
| Vámos György (Budapest, 1912. júl. 7.– Budapest, 2002. szept. 30.) gépészmérnök, egyetemi docens | Apja: Vámos Sámuel (1900-ig Weisz Sámuel) (Tiszaigar, 1881. dec. 4.– Budapest, 1965. márc. 16.) postatakarékpénztári tisztviselő, könyvelő | Apai nagyanyja: Hecht Julianna (1855– Eger, 1940. ápr. 18.)                                                          | Apai nagyanyai dédanyja: Dickstein Fáni (1816– Tiszafüred, 1901. ápr. 7.)                                                         |
| Vámos György (Budapest, 1912. júl. 7.– Budapest, 2002. szept. 30.) gépészmérnök, egyetemi docens | Anyja: Bauer Róza (Budapest, 1891. máj. 26.– Budapest VII., 1928. jan. 3.)                                                                 | Anyai nagyapja: Bauer Lipót (Kapuvár, 1864. okt. 19.– Budapest III., 1933. nov. 5.)                                  | Anyai nagyapai dédapja: Bauer Ignác ügynök                                                                                        |
| Vámos György (Budapest, 1912. júl. 7.– Budapest, 2002. szept. 30.) gépészmérnök, egyetemi docens | Anyja: Bauer Róza (Budapest, 1891. máj. 26.– Budapest VII., 1928. jan. 3.)                                                                 | Anyai nagyapja: Bauer Lipót (Kapuvár, 1864. okt. 19.– Budapest III., 1933. nov. 5.)                                  | Anyai nagyapai dédanyja: Lustig Rozália                                                                                           |
| Vámos György (Budapest, 1912. júl. 7.– Budapest, 2002. szept. 30.) gépészmérnök, egyetemi docens | Anyja: Bauer Róza (Budapest, 1891. máj. 26.– Budapest VII., 1928. jan. 3.)                                                                 | Anyai nagyanyja: Földes Kamilla (1886-ig Feldmann Kamilla) (Mattyasóc, 1862. jún. 4.– Budapest III., 1943. dec. 12.) | Anyai nagyanyai dédapja: Földes Adolf (1886-ig Feldmann Adolf) (Prékopa, 1833– Budapest, 1893. febr. 23.) könyvkihordó, kereskedő |
| Vámos György (Budapest, 1912. júl. 7.– Budapest, 2002. szept. 30.) gépészmérnök, egyetemi docens | Anyja: Bauer Róza (Budapest, 1891. máj. 26.– Budapest VII., 1928. jan. 3.)                                                                 | Anyai nagyanyja: Földes Kamilla (1886-ig Feldmann Kamilla) (Mattyasóc, 1862. jún. 4.– Budapest III., 1943. dec. 12.) | Anyai nagyanyai dédanyja: Politzer Róza (Liptószentmiklós, 1834– Budapest, 1891. máj. 16.)                                        |